# Bishōjo senshi Sailor Moon R
Bishōjo senshi Sailor Moon R (美少女戦士セーラームーンR?, Bishōjo senshi Sērā Mūn R) è un videogioco di picchiaduro a scorrimento per Super Nintendo sviluppato dalla Bandai nel 1993 ed ispirato a Sailor Moon R, seconda stagione della serie Sailor Moon.

## Modalità di gioco
Rispetto al precedente Bishōjo senshi Sailor Moon, questo nuovo capitolo della serie ha un maggiore dettaglio grafico e maggiori animazioni. Il giocatore può come sempre scegliere una fra le cinque protagoniste dell'anime, o eventualmente due se si gioca in due giocatori. I cinque personaggi selezionabili dal giocatore sono:
- Sailor Moon
- Sailor Mercury
- Sailor Mars
- Sailor Jupiter
- Sailor Venus

Giocando la modalità "difficile" c'è un leggero cambiamento nel filmato finale che include il personaggio di Sailor Pluto.
Il gioco si divide in quattro livelli:
- Festival della cultura (Boss: Green Esmeraude)
- Attrazioni Fantasy (Boss: Blue Sapphire)
- Crystal Tokyo (Boss: Crimson Rubeus)
- Pianeta Nemesis (Boss: Principe Demand)

I nemici di ogni livello sono i droids, invocati dalle Ayakashi Sisters, che però non appaiono affatto nel gioco. Come nel precedente gioco, ci sono diverse tipologie di mostri che le guerriere possono incontrare (Thunderclap, Rhonda, Jellax e Avocado). Altri mostri senza nome che compaiono nel gioco, non erano presenti nell'anime, ma facevano alcune apparizioni nel manga. Come nella versione per Mega Drive del precedente videogioco, ogni boss di fine livello ha una propria colonna sonora di accompagnamento.